# غاسبار بوهان
كاسبار بوهان  (17 يناير 1560 - 5 ديسمبر 1624) (Gaspard Bauhin) عالم نبات سويسري صنف النباتات إلى أجناس وأنواع وابتكر التسمية الثنائية قبل لينيوس .
قام لينيوس بتسمية بوهينية على أحد أنواع النبات تكريما له.

## سيرته
هو ابن جان بوهين فيزيائي فرنسي، بداية من عام 1572 درس في مسقط رأسه بادوفا وبولونيا ومونبلييه وباريس وتوبنغن. حصل على الدكتوراه في الطب من جامعة بازل عام 1581 ، وألقى محاضرات خاصة في علم النبات وعلم التشريح. وعُيِّن عام 1582 في منصب الأستاذية اليونانية في نفس الجامعة ، وكذلك في عام 1588 في كرسي التشريح وعلم النبات.

## أعماله

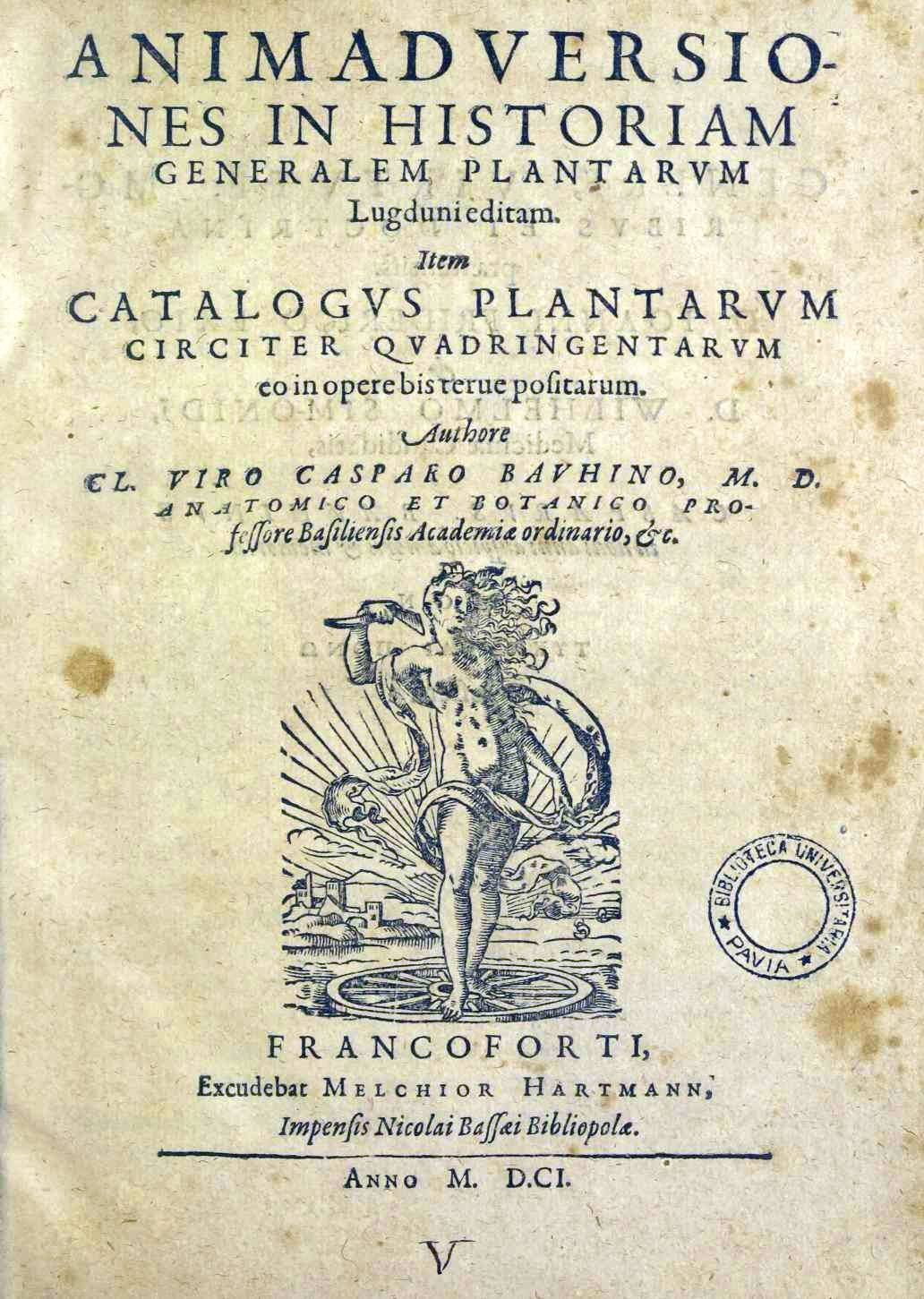
Animadversiones in historiam generalem plantarum, 1601

## روابط خارجية
- غاسبار بوهان على موقع الموسوعة البريطانية (الإنجليزية)
- غاسبار بوهان على موقع إن إن دي بي (الإنجليزية)